# Mellicta crassepicta
Mellicta crassepicta är en fjärilsart som beskrevs av Ruggero Verity 1940. Mellicta crassepicta ingår i släktet Mellicta och familjen praktfjärilar. Inga underarter finns listade i Catalogue of Life.